# 프랑스 민법전

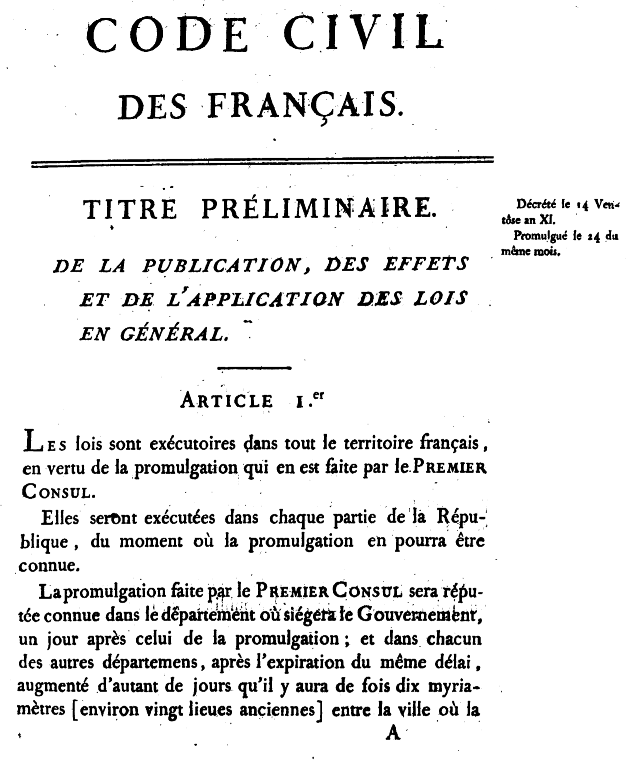
프랑스 민법전 원문의 첫 장

프랑스 민법전(프랑스어: Code civil des Français, Code Napoléon, 영어: Civil Code of the French, Napoleonic Code)은 1804년 나폴레옹 1세 때 제정되고 공포된 프랑스의 법전이다. 프랑스의 사법의 일반법을 정한 법전으로, 1807년에 "나폴레옹 법전"(Code Napoléon)으로 명칭이 바뀌었다. 또한 나폴레옹 제법전(codes napoléoniens)이라고 하는 나폴레옹 치하에 제정된 제법전인 '나폴레옹 5법전'(프랑스어: cinq codes napoléoniens, 영어: Five Napoleonic Codes)의 하나이기도 하다.
1800년 8월 12일에 네 명의 기초위원이 임명되어, 호민원(護民院 )・입법원에 있어서 심의는 반드시 용이한 것이 아니었으나, 1장(章)씩 법률로서 성립하여 시행되었다. 1804년 3월 21일에 36장을 한데 모아 법전으로서 성립하였다.(제3편 제15장은 동월 27일에 가결되어 추가되었다.) 기초위원은 이하의 네 명으로, 나폴레옹이 참가하여 법전을 작성하였다.